# Diego de Egües y Beaumont
Diego de Egüés y Beaumont (Sevilla, c. 1612 - Bogotá, 25 de diciembre de 1664) fue un militar y gobernador colonial español. 

## Biografía
Era hijo primogénito de Martín de Egüés Natural de Tudela, oidor de la Casa de Contratación de Indias y más tarde de la Real Chancillería de Valladolid, y de Juana (o Ana) Verdugo de la Cueva.
En su infancia fue paje del rey. Acompañó a su padre al Perú cuando éste fue designado presidente de la Real Audiencia de Charcas, y tras su muerte fue nombrado corregidor de Oropeza y del valle de Cochabamba. Al finalizar el periodo de su mandato, sirvió como capitán de infantería con ocasión de la amenaza que la flota de las Provincias Unidas de los Países Bajos mantuvo sobre el puerto de El Callao.
En 1643 comenzó su viaje de regreso a España, que se vio interrumpido por las graves heridas recibidas por Egües en un duelo mantenido en Cuba contra el gobernador de Santiago de Cuba, Bartolomé de Osuna. Combate en el cual Egües resultó victorioso.
Posteriormente fue capitán en la Carrera de Indias, almirante general de la Flota de Nueva España (participando en la batalla de Santa Cruz de Tenerife en 1657), gobernador de la Armada Real y consejero del Consejo y Contaduría Mayor de Hacienda. Fue también caballero de la Orden de Santiago.
En 1661 fue nombrado presidente de la Real Audiencia del Nuevo Reino de Granada, tomando posesión en febrero del año siguiente. Allí fomentó las misiones católicas entre los indígenas paeces y las tribus de los Llanos y la provincia de Pamplona. En 1663, indios charguajes y tamas asaltaron la población de Mocoa e "hicieron pedazos todas las cruces que hallaron". En Santafé, con la ayuda del síndico Francisco de Caldas Barboza, inauguró la primera carnicería pública, terminó la edificación de la torre y el atrio de la catedral de la ciudad e hizo construir puentes sobre los ríos San Agustín, San Francisco y Funza.
Falleció en diciembre de 1664 en el ejercicio de su cargo después de varios días de enfermedad. Durante los 18 meses siguientes el gobierno fue desempeñado por la Audiencia, presidida por el oidor decano Francisco de Leyva.
| Predecesor: Dionisio Pérez Manrique de Lara | Presidente de la Real Audiencia febrero de 1662 - diciembre de 1664 | Sucesor: Diego del Corro y Carrascal |